# 酒井重頼
酒井 重頼（さかい しげより）は、江戸時代の武士。出羽庄内藩組頭。酒井吉之允（玄蕃）家第6代。

## 経歴
宝永8年（1711年）、庄内藩番頭酒井重秋の子として生まれる。初名は重友。
延享元年（1744年）6月、酒井吉之允（玄蕃）家を相続して、家老となっていた実兄重喬が、藩主忠寄に、遊廓での遊興を咎められ、家老を罷免、隠居を命じられたため、その養子となって家督と知行1300石を相続する。
宝暦10年（1760年）4月、組頭となる。明和4年（1767年）、新藩主となった忠徳がまだ幼いため、重頼の甥の支藩松山藩主忠休が後見となる。
安永元年（1772年）9月、隠居して家督を嫡男重照（了知）に譲る。寛政8年（1796年）8月25日死去。享年86。